# Daeodon

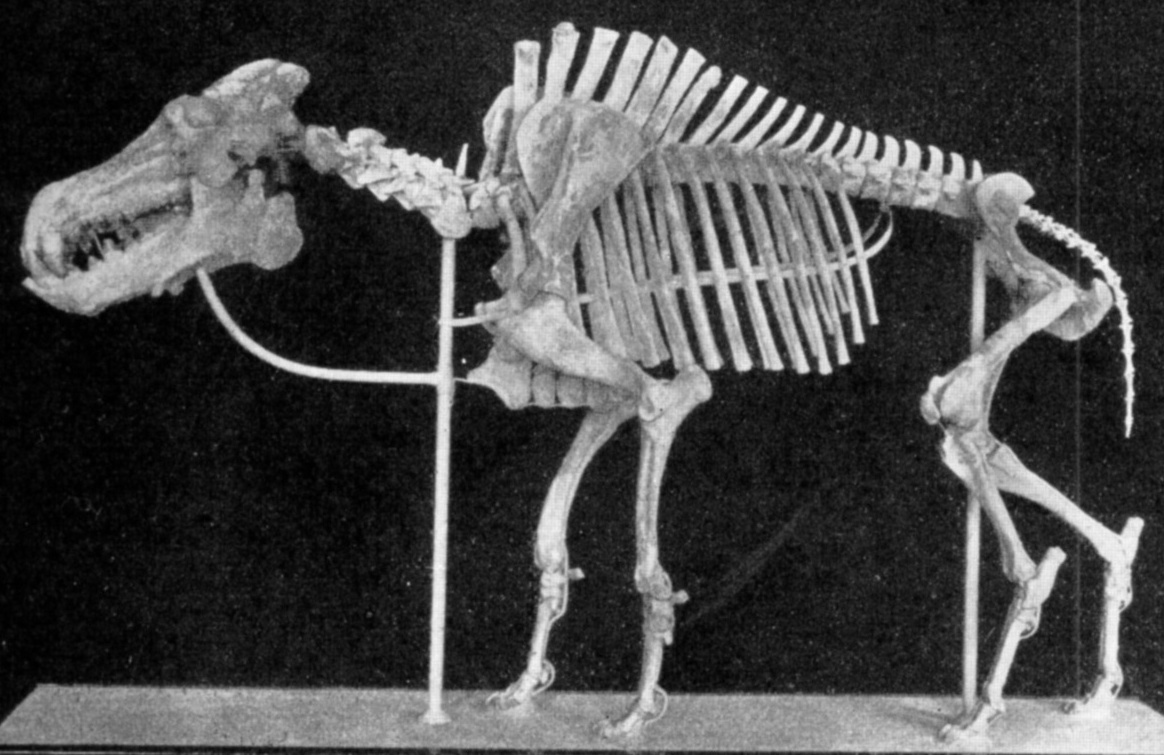
Szkielet Daeodon

Daeodon – wymarły rodzaj ssaka należącego do rodziny Entelodontidae, żyjący 20-18 milionów lat temu w Ameryce Północnej.
To mierzące 3,6 m długości, 2,1 wysokości i ważące 1000 kg zwierzę przypominało ogromną świnię z potężną żuchwą i zębami. Dzięki nim mógł on nawet kruszyć kości. Był drapieżnikiem i padlinożercą, odnalezionym w Agate Springs Quarry. Posiadał długie kości czaszki poniżej oczu oraz kostne wyrostki na żuchwie, nieróżniące się od brodawek guźca. Czepiały się nich mięśnie poruszające szczękami. Żył we wczesnym miocenie.